# Liste der Baudenkmäler in Glonn

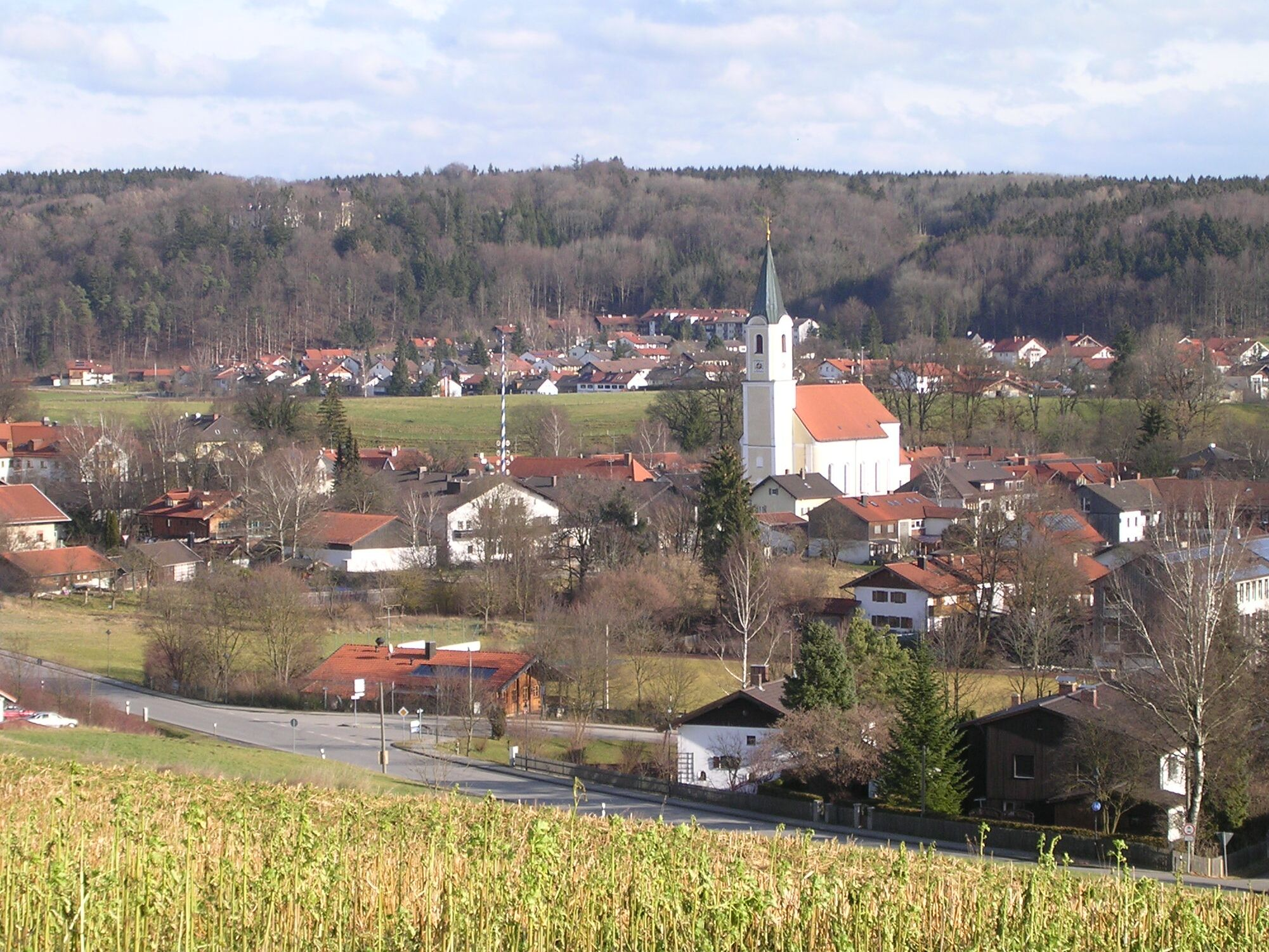
Glonn, Ansicht von Südwest

Auf dieser Seite sind die Baudenkmäler in dem oberbayerischen Markt Glonn zusammengestellt. Diese Tabelle ist eine Teilliste der Liste der Baudenkmäler in Bayern. Grundlage ist die Bayerische Denkmalliste, die auf Basis des Bayerischen Denkmalschutzgesetzes vom 1. Oktober 1973 erstmals erstellt wurde und seither durch das Bayerische Landesamt für Denkmalpflege geführt wird. Die folgenden Angaben ersetzen nicht die rechtsverbindliche Auskunft der Denkmalschutzbehörde.

## Baudenkmäler nach Ortsteilen

### Glonn
| Lage                                 | Objekt                                                        | Beschreibung | Akten-Nr.              | Bild                   |
| ------------------------------------ | ------------------------------------------------------------- | --- | ---------------------- | ---------------------- |
| Bahnhofstraße 10 (Standort)          | Ehemaliger Lokschuppen                                        | Langgestreckter erdgeschossiger Bau in Zyklopenbauweise, Backsteinumrahmungen an den segmentbogigen Tür- und Fensteröffnungen, Backsteinfries am Ortgang, Satteldach, um 1900 | D-1-75-121-2 Wikidata  | Ehemaliger Lokschuppen |
| Klosterweg 7 (Standort)              | Ehemalige Katholische Mädchenschule                           | zweigeschossiger Halbwalmdachbau mit Putzgliederungen, im Erdgeschoss Betsaal mit Apsis und Vorzeichen, 1899–1901. | D-1-75-121-57 Wikidata | weitere Bilder         |
| Lena-Christ-Straße 4 (Standort)      | Wohnhaus                                                      | Zweigeschossiger Putzbau mit Flachsatteldach und aufgedoppelter Haustür, 3. Viertel 19. Jahrhundert, im Kern älter; mit Ausstattung | D-1-75-121-3 Wikidata  | Wohnhaus               |
| Lena-Christ-Straße 23 a (Standort)   | Ehemaliges Mühlenanwesen (sogenannter Waslmüller bzw. Wäsler) | Wohnhaus ehemals mit Mehlmühle, zweigeschossiger Putzbau mit steilem Satteldach, 17. /18. Jahrhundert; Ehemalige Sägemühle, zweigeschossiger Satteldachbau auf Tuffquadersockel mit Ständerbau-Obergeschoss, bezeichnet 1674 | D-1-75-121-5 Wikidata  | weitere Bilder         |
| Marktplatz 1 (Standort)              | Rathaus                                                       | Langgestreckter zweigeschossiger Walmdachbau in barockisierenden Formen, von Max Fleißner, 1931 | D-1-75-121-6 Wikidata  | weitere Bilder         |
| Marktplatz 2 (Standort)              | Katholische Pfarrkirche St. Johannes der Täufer               | Barocker Saalbau mit eingezogener Apsis, daran angefügter zweigeschossiger Sakristei, Lisenengliederung und Westturm, Neubau 1768/78 auf der Grundlage des gotischen Vorgängerbaus, 1871 Turmobergeschoss mit Spitzhelm; mit Ausstattung; Friedhofsmauer, südlicher Abschnitt, erneuert 1845, mit integriertem Kriegerdenkmal aus Tuffstein 1922/23 | D-1-75-121-1 Wikidata  | weitere Bilder         |
| Münchener Straße 3 (Standort)        | Wohn- und Geschäftshaus                                       | Zweigeschossiger Eckbau mit Walmdach, drei geschweiften Giebelrisaliten und Eckerkertürmen, bezeichnet 1907 | D-1-75-121-7 Wikidata  | weitere Bilder         |
| Prof.-Lebsche-Straße 18 (Standort)   | Villa                                                         | Zweigeschossiger Satteldachbau auf hohem Kellergeschoss mit traufseitigem Querhaus und Putzgliederung, im historisierenden Heimatstil, um 1900 | D-1-75-121-9 Wikidata  | Villa                  |
| Wiesmühlstraße 11 (Standort)         | Evang.-luth. Christuskirche                                   | Christuskirche, Zentralbau über zwölfeckigem Grundriss mit hohem Zeltdach und Außenwänden aus Glas; mit Ausstattung; durch eine Mauer gefasste und begrünte Anlage mit Zugangsportal in vorgelagerten Kirchhof; westlich angeschlossenes Gemeindezentrum mit Pfarrwohnung, eingeschossiger Flachdachbau, von Theodor Henzler, 1967.                 | D-1-75-121-59          | weitere Bilder         |
| Wiesmühlstraße (Standort)            | Sühnekreuz                                                    | Tuffstein, 1618 | D-1-75-121-18 Wikidata | weitere Bilder         |
| Wolfgang-Wagner-Straße 13 (Standort) | Ehemaliger Pfarrstadel                                        | Zweigeschossiger Flachsatteldachbau mit Bundwerk-Obergeschoss und zwei Quertennen, 1842 | D-1-75-121-8 Wikidata  | weitere Bilder         |

### Adling
| Lage                       | Objekt                               | Beschreibung | Akten-Nr.              | Bild           |
| -------------------------- | ------------------------------------ | --- | ---------------------- | -------------- |
| Adling 11 (Standort)       | Katholische Filialkirche St. Lambert | Spätgotischer Quaderbau mit quadratischem Chor und Westturm, um 1500, Turmobergeschosse und Zwiebelhaube um 1700, auf romanischen Fundamenten um 1200; mit Ausstattung | D-1-75-121-12 Wikidata | weitere Bilder |
| Adling 14 (Standort)       | Hausfigur                            | Hausfigur Gottvater, farbig gefasstes Holz, barock, 18. Jahrhundert | D-1-75-121-15          | weitere Bilder |
| Adling 25 (Standort)       | Ehemalige Dorfschmiede               | Zweigeschossiger Putzbau mit Satteldach, 2. Viertel 19. Jahrhundert | D-1-75-121-16 Wikidata | weitere Bilder |
| Ursprunger Feld (Standort) | Mariensäule                          | schlanke Tuffsteinsäule mit neugotischer Marienfigur in Gehäuse, bezeichnet 1876.                                                                                      | D-1-75-121-50 Wikidata | weitere Bilder |

### Balkham
| Lage                 | Objekt     | Beschreibung                                                          | Akten-Nr.              | Bild           |
| -------------------- | ---------- | --------------------------------------------------------------------- | ---------------------- | -------------- |
| Balkham 8 (Standort) | Bauernhaus | Ehemaliges Kleinbauernhaus, mit Traufbalkon und Giebelhaube, um 1800. | D-1-75-121-17 Wikidata | weitere Bilder |

### Doblberg
| Lage                  | Objekt     | Beschreibung                                                      | Akten-Nr.              | Bild           |
| --------------------- | ---------- | ----------------------------------------------------------------- | ---------------------- | -------------- |
| Doblberg 5 (Standort) | Bauernhaus | Einfirsthof, an drei Seiten Bundwerk, 1. Viertel 19. Jahrhundert. | D-1-75-121-20 Wikidata | weitere Bilder |

### Frauenreuth
| Lage                      | Objekt                                                         | Beschreibung | Akten-Nr.              | Bild                   |
| ------------------------- | -------------------------------------------------------------- | --- | ---------------------- | ---------------------- |
| Frauenreuth 11 (Standort) | Ehemaliger Einfirsthof                                         | Zweigeschossiger Tuffquaderbau mit flachem Satteldach und dreizonigem Bundwerk am Wirtschaftsteil, um 1840/50 | D-1-75-121-23 Wikidata | Ehemaliger Einfirsthof |
| Frauenreuth 12 (Standort) | Katholische Filial- und Wallfahrtskirche St. Mariä Himmelfahrt | Unverputzter barocker Saalbau mit eingezogenem Polygonalchor aus Tuffsteinquadern, von Thomas Mayr, 1702/07 teilweise auf romanischen Grundmauern errichtet, schlanker Westturm mit Zwiebelhaube 1723; mit Ausstattung; Friedhofsmauer, verputzter Bruchstein, im Kern 18. Jahrhundert | D-1-75-121-22 Wikidata | weitere Bilder         |

### Georgenberg
| Lage                     | Objekt                             | Beschreibung | Akten-Nr.              | Bild           |
| ------------------------ | ---------------------------------- | --- | ---------------------- | -------------- |
| Georgenberg 2 (Standort) | Katholische Filialkirche St. Georg | Verputzter barocker Saalbau mit stark eingezogener Apsis und massivem Dachreiter mit Zwiebelhaube, um 1723, im Kern wohl romanisch; mit Ausstattung | D-1-75-121-24 Wikidata | weitere Bilder |

### Hafelsberg
| Lage                    | Objekt    | Beschreibung                                       | Akten-Nr.              | Bild      |
| ----------------------- | --------- | -------------------------------------------------- | ---------------------- | --------- |
| Glonner Feld (Standort) | Bildstock | Tuffpfeiler mit Laterne, 2. Hälfte 16. Jahrhundert | D-1-75-121-25 Wikidata | Bildstock |

### Haslach
| Lage                                  | Objekt                                      | Beschreibung | Akten-Nr.              | Bild           |
| ------------------------------------- | ------------------------------------------- | --- | ---------------------- | -------------- |
| Frauenbründlstraße 10 (Standort)      | Katholische Filialkirche St. Koloman        | Spätgotischer Saalbau mit leicht eingezogenem Polygonalchor, angefügter Sakristei und Dachreiter, um 1500; mit Ausstattung; Friedhofsmauer, unverputzter Tuffstein, 18. Jahrhundert | D-1-75-121-26 Wikidata | weitere Bilder |
| Kirchäcker am Kolomannsweg (Standort) | Brunnenkapelle (sogenannte Kolomanskapelle) | Kleiner schlichter Putzbau mit rundem Schluss und sehr steilem Satteldach, 18./19. Jahrhundert                                                                                      | D-1-75-121-27 Wikidata | weitere Bilder |

### Herrmannsdorf
| Lage                                        | Objekt            | Beschreibung | Akten-Nr.              | Bild              |
| ------------------------------------------- | ----------------- | --- | ---------------------- | ----------------- |
| Herrmannsdorf 3; Herrmannsdorf 1 (Standort) | Gut Herrmannsdorf | Herrenhaus, zweigeschossiger verputzter Walmdachbau mit runden Ecktürmen, neubarock mit Jugendstildetails, wohl von Friedrich von Thiersch, um 1900; Pförtnerhaus, erdgeschossiger verputzter Walmdachbau auf hohem Sockelgeschoss, neubarock, gleichzeitig; Teil der Einfriedungsmauer, verputzter Massivbau, gleichzeitig | D-1-75-121-28 Wikidata | Gut Herrmannsdorf |

### Kastenseeon
| Lage                      | Objekt  | Beschreibung                                                                                      | Akten-Nr.              | Bild           |
| ------------------------- | ------- | ------------------------------------------------------------------------------------------------- | ---------------------- | -------------- |
| In Kastenseeon (Standort) | Kapelle | Putzbau mit dreiseitigem Schluss, offenem Vorbau und Dachreiter, bezeichnet 1878; mit Ausstattung | D-1-75-121-29 Wikidata | weitere Bilder |

### Kreuz
| Lage               | Objekt                                                            | Beschreibung | Akten-Nr.              | Bild           |
| ------------------ | ----------------------------------------------------------------- | --- | ---------------------- | -------------- |
| Kreuz 6 (Standort) | Katholische Filialkirche Mariä Geburt, ehemalige Wallfahrtskirche | Romanischer Saalbau mit eingezogenem quadratischem Chor und angefügter Sakristei, verputzter Tuffquaderbau, 1268, Ausbau in nachgotischen Formen um 1630, Westturm mit Zwiebelhaube und Chorerhöhung 1793; mit Ausstattung; Friedhofsmauer aus Tuffquadern, 18. Jahrhundert | D-1-75-121-30 Wikidata | weitere Bilder |

### Mattenhofen
| Lage                      | Objekt                                                         | Beschreibung | Akten-Nr.              | Bild                                         |
| ------------------------- | -------------------------------------------------------------- | --- | ---------------------- | -------------------------------------------- |
| Mattenhofen 3 (Standort)  | Stallteil des ehemaligen Einfirsthofes (sogenannt beim Esterl) | Zweigeschossig mit Satteldach und Bundwerk, Ende 18. Jahrhundert | D-1-75-121-31 Wikidata | weitere Bilder                               |
| Mattenhofen 10 (Standort) | Ehemaliger Bauernhof (sogenannt beim Kiendl)                   | Zweigeschossige Einfirstanlage mit flachem Satteldach, Balusterlaube und Traufbundwerk, Wohnteil dendrochronologisch datiert 1814/15, Wirtschaftsteil dendrochronologisch datiert 1855/56 | D-1-75-121-32 Wikidata | Ehemaliger Bauernhof (sogenannt beim Kiendl) |
| Mattenhofen 11 (Standort) | Ehemaliger Bauernhof (sogenannt beim Wimmer)                   | Zweigeschossige Einfirstanlage mit flachem Satteldach, Putzgliederung und geschnitzter Tür, bezeichnet 1857, am Querstadel Bundwerk                                                       | D-1-75-121-33 Wikidata | Ehemaliger Bauernhof (sogenannt beim Wimmer) |

### Reinstorf
| Lage                   | Objekt      | Beschreibung                                                                                             | Akten-Nr.                        | Bild           |
| ---------------------- | ----------- | --- | -------------------------------- | -------------- |
| Reinstorf 4 (Standort) | Einfirsthof | Zweigeschossiger Mitterstallbau mit flachem Satteldach und Bundwerk am Wirtschaftsteil, 1858             | D-1-75-121-34 Wikidata           | weitere Bilder |
| Reinstorf 4 (Standort) | Hofkapelle  | kleiner verputzter Saalbau mit eingezogenem Polygonalchor und massivem Dachreiter mit Zwiebelhaube, 1858 | D-1-75-121-34 zugehörig Wikidata | weitere Bilder |

### Reisenthal
| Lage                                             | Objekt      | Beschreibung | Akten-Nr.              | Bild        |
| ------------------------------------------------ | ----------- | --- | ---------------------- | ----------- |
| Reisenthal 1 (Standort)                          | Einfirsthof | Zweigeschossiger Mitterstallbau mit befenstertem Kniestock, flachem Satteldach und traufseitiger Laube, Wohnteil unverputzte Tuffsteinquader, Wirtschaftsteil mit Bundwerk, um 1840/50 | D-1-75-121-35 Wikidata | Einfirsthof |
| Reisenthal 1, nordwestlich am Feldweg (Standort) | Bildstock   | Tuffsäule mit Laterne, 18. Jahrhundert | D-1-75-121-36 Wikidata | Bildstock   |

### Schlacht
| Lage                   | Objekt                                                     | Beschreibung | Akten-Nr.              | Bild           |
| ---------------------- | ---------------------------------------------------------- | --- | ---------------------- | -------------- |
| Schlacht 12 (Standort) | Katholische Kapelle St. Martin                             | Ehemaliger Chor der nach 1812 abgebrochenen gotischen Kirche, Dachreiter mit Spitzhelm, 14./15. Jahrhundert; mit Ausstattung                                                                        | D-1-75-121-37 Wikidata | weitere Bilder |
| Schlacht 19 (Standort) | Wohnhaus                                                   | Zweigeschossiger Flachsatteldachbau mit Hochlaube und Putzgliederung, 1. Hälfte 19. Jahrhundert, kleiner Wirtschaftsteil nach 1855 angefügt. September 2023: Gebäude ist baufällig, Fenster fehlen. | D-1-75-121-39 Wikidata | weitere Bilder |
| Schlacht 24 (Standort) | Ehemaliger Bauernhof (sogenannt beim Dum)                  | Zweigeschossige Einfirstanlage mit flachem Satteldach, Blockbau-Obergeschoss sowie Giebellaube und Traufbalkon, Ende 18. Jahrhundert                                                                | D-1-75-121-40 Wikidata | weitere Bilder |
| Urbanweg 8 (Standort)  | Ehemaliger Bauernhof (sogenannt beim Schuster bzw. Wimmer) | Zweigeschossige verputzte Einfirstanlage mit flachem Satteldach und Traufbundwerk, 1. Hälfte 19. Jahrhundert                                                                                        | D-1-75-121-38 Wikidata | weitere Bilder |

### Sonnenhausen
| Lage                                         | Objekt                              | Beschreibung | Akten-Nr.              | Bild           |
| -------------------------------------------- | ----------------------------------- | --- | ---------------------- | -------------- |
| Sonnenhausen 1 (Standort)                    | Einfirsthof                         | Großer zweigeschossiger Mitterstallbau mit flachem Satteldach und Traufbundwerk, Ende 18. Jahrhundert, Fresken 1948 überarbeitet | D-1-75-121-41 Wikidata | weitere Bilder |
| Sonnenhausen 2; Sonnenhauser Feld (Standort) | Ehemaliger Gutshof und Pferdegestüt | Große Dreiflügelanlage mit seitlichen Querflügeln, in historisierenden Jugendstilformen von Wilhelm Spannagel, 1900/01: Ehemaliges Herrenhaus (Nordflügel), zweigeschossiger Giebelbau mit steilem Krüppelwalmdach und Erkerloggia, daran anschließend erdgeschossige Krüppelwalmdachbauten mit Fachwerk-Kniestock und Dachreiter sowie Rundturm mit Haube, nördlich kleiner verputzter Anbau mit Walmdach; Ehemalige Stallungen (Ostflügel), erdgeschossige geschlämmte Backsteinbauten mit Satteldächern und hölzernen Zwerchhäusern, teilweise mit vorgezogenem Dachüberstand auf Holzstützen; Ehemalige Stallungen (Westflügel), erdgeschossige verputzte Backsteinbauten mit Satteldächern und hölzernen Zwerchhäusern, teilweise mit vorgezogenem Dachüberstand auf Holzstützen; Ehemaliges Wohnhaus (westlich), zweigeschossiger verputzter Kopfbau mit steilem Satteldach und Zierfachwerk; Ehemaliges Wohnhaus (östlich), zweigeschossiger verputzter Kopfbau mit steilem Satteldach, Rundturm und Zierfachwerk; Einfriedung mit Toreinfahrt, massiv mit eingespanntem schmiedeeisernem Gitterwerk; Garteneinfriedung, verputztes Ziegelmauerwerk; Ehemalige Reithalle, eingeschossiger Putzbau mit Schopfwalmdach und historisierenden Zwerchhäusern, von Friedrich von Thiersch, 1905 | D-1-75-121-42 Wikidata | weitere Bilder |
| Sonnenhauser Feld (Standort)                 | Votivkapelle                        | Putzbau mit dreiseitigem Schluss, offener Vorhalle und profiliertem Traufgesims, nach 1855. | D-1-75-121-54          | Votivkapelle   |

### Ursprung
| Lage                                                  | Objekt     | Beschreibung                                                                                       | Akten-Nr.              | Bild           |
| ----------------------------------------------------- | ---------- | -------------------------------------------------------------------------------------------------- | ---------------------- | -------------- |
| In Ursprung (Standort)                                | Wegkapelle | Kleine verputzte Nischenanlage mit steilem Satteldach, 2. Viertel 19. Jahrhundert; mit Ausstattung | D-1-75-121-43 Wikidata | weitere Bilder |
| Vogelherdholz 400 m nordwestlich des Ortes (Standort) | Bildstock  | Bildstock, sog. Eselssäule, Tuffpfeiler mit Laterne, 16. Jahrhundert                               | D-1-75-121-44 Wikidata | weitere Bilder |

### Westerndorf
| Lage                     | Objekt                                                      | Beschreibung | Akten-Nr.              | Bild                                                        |
| ------------------------ | ----------------------------------------------------------- | --- | ---------------------- | ----------------------------------------------------------- |
| Westerndorf 4 (Standort) | Wohnteil des ehemaligen Einfirsthofes (sogenannt beim Frey) | Zweigeschossiger verputzter Flachsatteldachbau aus Tuffquadern mit verbrettertem Giebel, 1. Hälfte 19. Jahrhundert | D-1-75-121-45 Wikidata | Wohnteil des ehemaligen Einfirsthofes (sogenannt beim Frey) |
| Westerndorf 8 (Standort) | Hofkapelle des sogenannten Zollner-Hofs                     | Kleiner verputzter Quaderbau aus Tuffstein mit weit vorkragendem Brettergiebel, 2. Hälfte 19. Jahrhundert          | D-1-75-121-46 Wikidata | weitere Bilder                                              |

### Zinneberg
| Lage                              | Objekt            | Beschreibung | Akten-Nr.              | Bild           |
| --------------------------------- | ----------------- | --- | ---------------------- | -------------- |
| Zinneberg 1, 1a, 7, 7a (Standort) | Schloss Zinneberg | Mehrflügelige Schlossanlage auf einem Bergsporn, ehemals mit Wirtschaftsgebäuden und Brauerei, Neubau nach Zerstörung 1632: Schlossgebäude, langgestreckter zweigeschossiger Walmdachbau mit dreigeschossigem Mittelrisalit und Putzgliederung, weitestgehender Neubau wohl von Leo von Klenze, 1. Hälfte 19. Jahrhundert, von Friedrich von Thiersch teilweise erneuert 1904/05; Gebäudeteil der ehemaligen Burganlage, dreigeschossiger Putzbau mit steilem Satteldach, im Kern spätmittelalterlich, Neubau 1640, historisierende Veränderungen durch Friedrich von Thiersch um 1905; Ehemalige Brauerei, zweigeschossiger Walmdachbau mit querstehender Tordurchfahrt, 1. Hälfte 19. Jahrhundert, Umbau durch Friedrich von Thiersch um 1905; Orangerie, eingeschossiger Massivbau mit Glasfront, Flachdach und Dachbalustrade, in neubarocken Formen von Friedrich von Thiersch, 1904; Parkanlage im Stil eines englischen Landschaftsgartens, südlich und nördlich des Schlosses, nach 1811; Gartenpavillon, polygonaler Säulenbau mit Glockendach, um 1900; Kapelle, kleiner offener Holzbau mit Tonnengewölbe, Anfang 20. Jahrhundert; Springbrunnen, rundes Wasserbassin mit Tuffsteinen, 1. Hälfte 19. Jahrhundert; Kruzifix, lebensgroßer Korpus unter neubarocker Blechbedachung, Anfang 20. Jahrhundert; Teil der ehemaligen Einfriedung mit Balustrade und geschwungenem gotischen Tor, mittelalterlich und um 1905 | D-1-75-121-49 Wikidata | weitere Bilder |

## Ehemalige Baudenkmäler
In diesem Abschnitt sind Objekte aufgeführt, die früher einmal in der Denkmalliste eingetragen waren, jetzt aber nicht mehr. Objekte, die in anderem Zusammenhang – also z. B. als Teil eines Baudenkmals – weiter eingetragen sind, sollen hier nicht aufgeführt werden. Aktennummern in diesem Abschnitt sind ehemalige, jetzt nicht mehr gültige Aktennummern.

| Lage                                     | Objekt                                    | Beschreibung                                                   | Akten-Nr.              | Bild      |
| ---------------------------------------- | ----------------------------------------- | -------------------------------------------------------------- | ---------------------- | --------- |
| Glonn An der Straße nach Piusheim ()     | Bildstock                                 | Tuffsäule, Mitte 19. Jahrhundert                               | D-1-75-121-11 Wikidata |           |
| Glonn Lena-Christ-Straße 13 (Standort)   | Haustür                                   | geschnitzt mit historisierenden Motiven, Mitte 19. Jahrhundert | D-1-75-121-4 Wikidata  | Haustür   |
| Glonn Prof.-Lebsche-Straße 27 (Standort) | Haustafel                                 | Haustafel, bezeichnet 1842                                     | D-1-75-121-10 Wikidata | Haustafel |
| Doblberg 3 (Standort)                    | Bundwerk                                  | Bundwerkteile, 1. Viertel 19. Jahrhundert.                     | D-1-75-121-19 Wikidata | Bundwerk  |
| Doblberg 600 m westlich im Wald ()       | Kapelle                                   | Ruine, 1876                                                    | D-1-75-121-21 Wikidata |           |
| Wetterling ()                            | Wegkruzifix                               | geschnitzte Figuren, Ende 19. Jahrhundert                      | D-1-75-121-48 Wikidata |           |
| Wetterling Wetterling 6 (Standort)       | Giebel-Bundwerk des sogenannten Mair-Hofs | zweizonig, um 1820/40                                          | D-1-75-121-47 Wikidata | BW        |